# غول معوضة (الرضمة)

تعديل مصدري - تعديل

غول معوضة محلة تابعة لقرية قبلي، التابعة لعزلة شيزر بمديرية الرضمة إحدى مديريات محافظة إب في الجمهورية اليمنية.، بلغ تعداد سكانها 78 حسب تعداد اليمن لعام 2004.